# Luceafăr

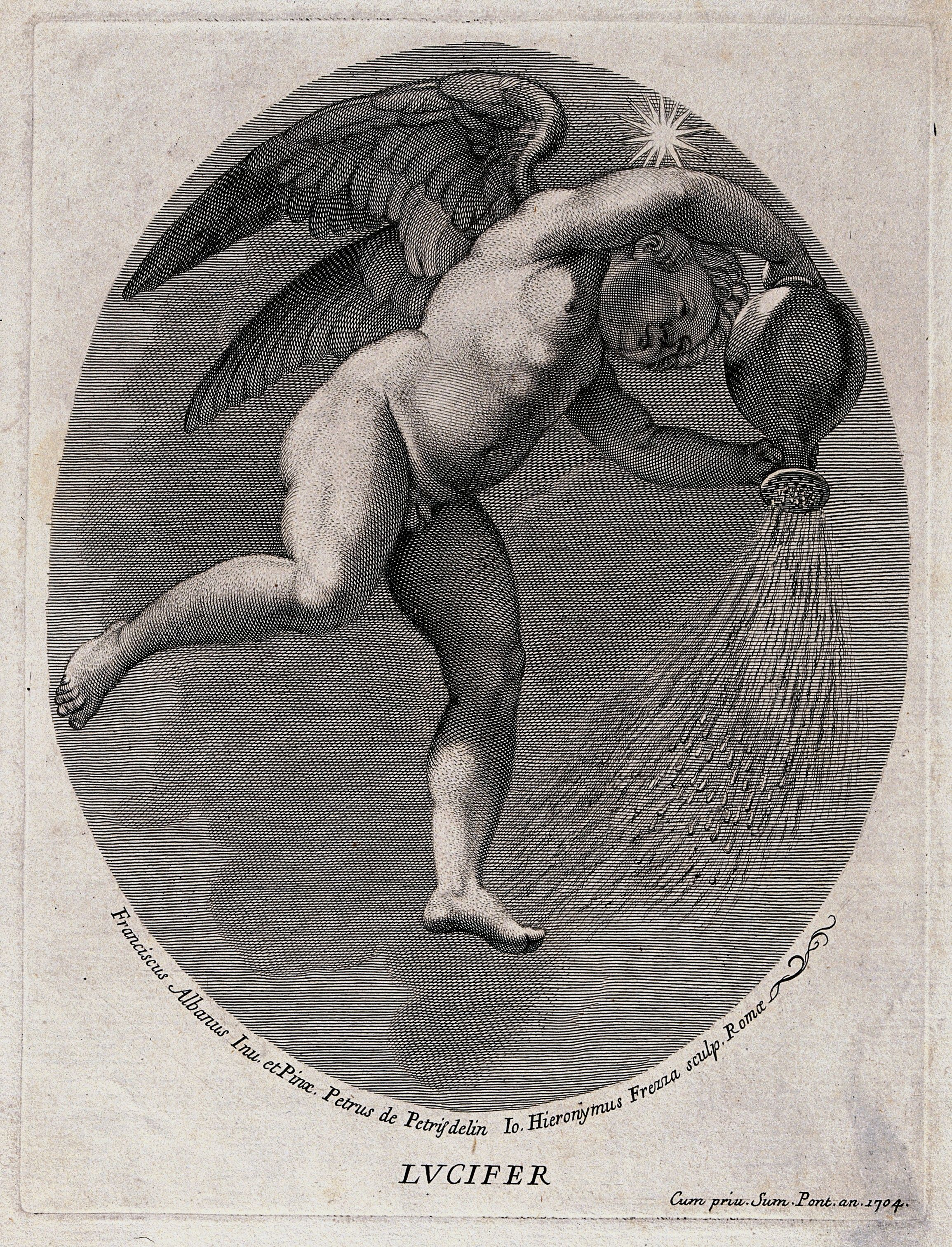
Luceafăr

Luceafăr este numele popular al mai multor aștri, printre care se pot menționa planeta Venus și unele stele mai strălucitoare.

## Termenul în Biblie
Termenul este folosit în legătură cu regele Babilonului în cartea lui Isaia 14:12 „Cum ai căzut din cer, Luceafăr/Lucifer strălucitor, fiu al zorilor”...
În Noul Testament Petru, referindu-se la Hristos, îl denumește Luceafăr-(Lucifer):
2 Petru 1:19 „Și avem cuvîntul proorociei făcut și mai tare; la care bine faceți că luați aminte, ca la o lumină care strălucește într-un loc întunecos, pînă se va crăpa de ziuă și va răsări Luceafărul de dimineață în inimile voastre.”
În Apocalipsa 22:16, Isus se recunoaște ca fiind steaua strălucitoare a dimineții (Stella splendida matutina) sinonimă cu Luceafărul.
Din această cauză în creștinismul occidental timpuriu, Isus era numit și Lucifer, dovada este în imnul "carmen aurorae" 
 dar și în numele unor sfinți creștini ca de exemplu Lucifer din Cagliari, dar și în faptul că Isus Christos a fost slăvit timp de peste o mie de ani în toate bisericile creștine, cu numele de Lucifer

## În folclor
În folclorul românesc luceafărul este asociat cu demonii, dar face aluzie și la Hyperion, titanul din mitologia greacă. 
Mihai Eminescu a scris un poem cu titlul Luceafarul în care a detaliat câteva dintre atributele credințelor populare asociate luceafărului de dimineață. Cuvântul luceafăr provine din latinescul Lucifer.

## Aștri
Următorii aștri au primit denumiri populare care conțin cuvântul „luceafăr”:
- planeta Venus văzută dimineața, înainte de răsăritul soarelui:
  - Luceafărul-de-Dimineață
  - Luceafărul-de-Ziuă
  - Luceafărul-Porcilor
  - Luceafărul-Boului

- planeta Venus văzută seara:
  - Luceafărul-de-Seară
  - Luceafărul-de-Noapte
  - Luceafărul-Ciobanilor

- steaua Vega din constelația Lirei:
  - Luceafărul-cel-Mare-de-Miezul-Nopții
  - Luceafărul-cel-Frumos

- steaua Aldebaran din constelația Taurului:
  - Luceafărul-Porcesc
  - Luceafărul-Porcar

- steaua Hiperion (?):
  - Luceafărul-cel-Mare-de-Noapte

- steaua Sirius din constelația Câinele Mare:
  - Luceafărul-de-Ziuă
  - Luceafărul-din-Zori